# Luc Montagnier
Luc Montagnier (ur. 18 sierpnia 1932 w Chabris, zm. 8 lutego 2022 w Neuilly-sur-Seine) – francuski wirusolog, współodkrywca wirusa HIV w 1983, laureat Nagrody Nobla w dziedzinie fizjologii lub medycyny z 2008 roku (wspólnie z Françoise Barré-Sinoussi).

## Życiorys
Po ukończeniu Collège René-Descartes w Châtellerault studiował w Poitiers, a następnie na Sorbonie, w 1962 uzyskując stopień doktora. W 1972 został profesorem w Instytucie Pasteura, a w 1975 dyrektorem do spraw naukowych CNRS.
W 1983 kierowana przez Montagniera grupa badawcza, w której skład wchodziła Françoise Barré-Sinoussi wyizolowała wirusa zespołu nabytego niedoboru odporności, zwanego HIV. W 1984 wirus ten został niezależnie wyizolowany również przez Amerykanina Roberta Gallo. 6 października 2008 został, wspólnie z Françoise Barré-Sinoussi, laureatem Nagrody Nobla w dziedzinie fizjologii i medycyny za ich odkrycie wirusa  HIV. Drugą połowę nagrody otrzymał Niemiec Harald zur Hausen.
Bohater książki Dominique’a Lapierre'a Więksi niż miłość (PIW 1992).

## Pandemia COVID-19
W czasie pandemii Covid–19 promował uchylanie się od szczepień wśród osób, które nie zostały jeszcze zaszczepione. Uważał, że szczepionki napędzają powstawanie mutantów i że, proces zwany wzmocnieniem zależnym od przeciwciał (ADE) powoduje więcej poważniejszych infekcji u zaszczepionych osób. Programy masowych szczepień uważał za „błąd medyczny”. Jego wypowiedzi spotkały się ze sprzeciwem społeczności naukowej, szczególnie eksperta w dziedzinie szczepionek, indyjskiej profesorki Gagandeep Kang z Christian Medical College w Vellore.
W 2020 r. w wywiadzie dla francuskiej telewizji CNews powiedział, że wirus COVID-19 został sztucznie stworzony w chińskim laboratorium przez biologów pracujących nad szczepionką przeciwko AIDS. Twierdzeniom tym sprzeciwił się portal The Wire Science, na podstawie artykułu opublikowanego w Nature Medicine.